# Gończy szwajcarski
Gończy szwajcarski – rasa psa, należąca do grupy psów gończych, i posokowców, zaklasyfikowana do sekcji psów gończych. Typ wyżłowaty. Podlega próbom pracy.

## Rys historyczny
Rasa powstała w XVI wieku. Jest spokrewniona z francuskimi gończymi.

## Wygląd
Głowa z długą, wysklepioną na grzbiecie kufą, mocnymi szczękami, dużym czarnym nosem, z szerokimi nozdrzami, wyraźnym przełomem czołowym i długimi, dość szerokimi uszami, osadzonymi z tyłu głowy. Nogi mocne, przednie proste. Ogon ostro zakończony, lekko wygięty noszony na dół lub poziomo.
Sierść jest albo krótka i gładka, albo z podzszerstkiem zbliżona do szorstkowłosej.
Umaszczenie jest dwukolorowe, z przewagą bieli z żółtopomarańczowymi, pomarańczowymi lub rudymi dużymi łatami, rzadziej mniejszymi plamkami.

## Zachowanie i charakter
Aktywny i przyjazny.

## Użytkowość
Świetny tropowiec używany do polowań na drobną zwierzynę. Gdy złapie trop głośno szczeka.